# Robert Keith Arbuthnot
Robert Keith Arbuthnot, 4th Baronet, född 23 mars 1864, död 31 maj 1916, var en brittisk officer, Konteramiral (Rear Admiral), i Royal Navy under det första världskriget. Han förde befäl på kryssaren HMS Defence som sänktes i slaget vid Jylland med man och allt.

## Fotnoter
1. 1 2  Dreadnought Project, Dreadnought Project-ID: Robert_Keith_Arbuthnot,_Fourth_Baronet.[källa från Wikidata]
2. ↑  The Peerage person-ID: p8387.htm#i83869, läst: 7 augusti 2020.[källa från Wikidata]
3. 1 2 3  Darryl Roger Lundy, The Peerage.[källa från Wikidata]
4. 1 2  Commonwealth War Graves Commissions databas.[källa från Wikidata]